# Raneburgkogel
Le Raneburgkogel est une montagne qui s’élève à 2 925 m d’altitude dans les Hohe Tauern, en Autriche.